# Орсолини, Риккардо
Рикка́рдо Орсоли́ни (итал. Riccardo Orsolini; родился 24 января 1997 года) — итальянский футболист, вингер клуба «Болонья» и сборной Италии. Обладатель «Золотой бутсы» молодёжного чемпионата мира 2017 года (5 голов).

## Клубная карьера
Орсолини родился и вырос в Асколи-Пичено. Футболом он начал заниматься с трех лет, воспитанник академии «Асколи». В сезоне 2015/16 стал лучшим ассистентом и одним из лучших бомбардиров чемпионата Италии среди молодежных команд. В том же сезоне Орсолини дебютировал за основную команду «Асколи» в Серии B, а в сезоне 2016/17 стал одним из ведущих игроков команды. 30 января 2017 года игрока приобрёл «Ювентус» за 6 миллионов евро. По условиям соглашения до лета 2017 года Орсолини продолжил выступать за «Аскону».
14 июля 2017 года Орсолини был отдан в аренду до конца сезона 2018/19 клубу «Аталанта». 17 сентября 2017 года он дебютировал в Серии A, выйдя на замену в матче с «Кьево».

## Выступления за сборную
В июне 2017 года на чемпионате мира среди молодежных команд Риккардо забил 5 мячей, тем самым став лучшим бомбардиром турнира.

## Стиль игры
Орсолини известен своим дриблингом и скоростью. Играет обычно на правом фланге атаки, но любит смещаться в центр. По этой причине его сравнивают с Арьеном Роббеном.

## Статистика

### Клубная
| Клуб              | Сезон            | Лиги             | Лиги | Лиги | Кубки | Кубки | Еврокубки | Еврокубки | Прочие | Прочие | Всего | Всего |
| Клуб              | Сезон            | Дивизион         | Игры | Голы | Игры  | Голы  | Игры      | Голы      | Игры   | Голы   | Игры  | Голы  |
| ----------------- | ---------------- | ---------------- | ---- | ---- | ----- | ----- | --------- | --------- | ------ | ------ | ----- | ----- |
| Асколи            | 2015/16          | Серия В          | 9    | 0    | 0     | 0     | —         | —         | 9      | 0      |       |       |
| Асколи            | 2016/17          | Серия В          | 41   | 8    | 1     | 0     | —         | —         | 42     | 8      |       |       |
| Асколи            | Всего            | Всего            | 50   | 8    | 1     | 0     | 0         | 0         | 0      | 0      | 51    | 8     |
| Аталанта (аренда) | 2017/18          | Серия А          | 8    | 0    | 1     | 0     | 1         | 0         | —      | 10     | 0     |       |
| Болонья (аренда)  | 2017/18          | Серия А          | 8    | 0    | 0     | 0     | —         | —         | 8      | 0      |       |       |
| Болонья (аренда)  | 2018/19          | Серия А          | 31   | 6    | 2     | 2     | —         | —         | 33     | 8      |       |       |
| Болонья (аренда)  | Всего            | Всего            | 39   | 6    | 2     | 2     | 0         | 0         | 0      | 0      | 41    | 8     |
| Всего за карьеру  | Всего за карьеру | Всего за карьеру | 97   | 14   | 4     | 2     | 1         | 0         | 0      | 0      | 102   | 16    |

## Достижения

### Командные достижения
«Болонья»
- Обладатель Кубка Италии: 2024/25

### Личные достижения
- Бронзовый призер чемпионата мира среди молодежных команд: 2017
- Лучший бомбардир чемпионата мира среди молодёжных команд: 2017